# Il Passatore (film)
Il Passatore è un film italiano del 1947 diretto da Duilio Coletti, con protagonista Rossano Brazzi.
La pellicola è stata prodotta e distribuita dalla Lux Film.

## Trama
Romagna, anni quaranta dell'Ottocento. In un villaggio si sta per celebrare il matrimonio di Barbara Montanari. Il parroco, don Morini, che è anche suo zio, la sta aspettando sul sagrato della chiesa.
Quando tutti sono pronti per entrare, arriva all'improvviso Stefano Pelloni, detto Il Passatore, famoso in paese per essere una testa calda. Barbara ne è innamorata, ma lo zio ha deciso che è meglio per lei sposare un altro uomo. Stefano, accecato dalla gelosia, uccide il rivale in amore dopo una colluttazione. La sera fa visita a Barbara, che gli dichiara di essere sempre innamorata di lui. In quel momento ritorna il parroco. Lo sguardo di Stefano si incrocia con quello di don Morini, che gli chiede di pentirsi del delitto che ha commesso. Stefano si dà alla macchia.
In poco tempo mette in piedi una banda di malviventi che infestano i villaggi tra Faenza e Forlì. Uno dei suoi colpi più grossi lo mette a segno al teatro di Forlimpopoli, in occasione della prima della Didone abbandonata, quando deruba i presenti di ben 10 000 scudi. Tutti lo temono, meno il suo parroco, don Morini, che lo va a denunciare.
Ma il Passatore gli tende un agguato e lo uccide. Barbara, la nipote, giura di vendicarsi: scuote la popolazione del villaggio e chiede a tutti di armarsi.
Sul Passatore c'è una taglia di 3000 scudi. Uno dei suoi cerca di tradirlo, ma viene scoperto subito da Stefano, che lo punisce duramente, ordinando di tagliargli una mano.
Stefano, piuttosto che farsi catturare dai militari, preferirebbe farsi uccidere da un amico d'infanzia, Peppino. Va a parlargli e gli fa promettere che si farà uccidere da lui quando ne avrà abbastanza. Intanto a Forlì è giunto un nuovo maresciallo, Borghi, che ha deciso di catturarlo a tutti i costi.
La banda di Stefano viene accerchiata sulle sponde del fiume Lamone: anche Barbara si è messa in cerca di Stefano, per ucciderlo personalmente.
Sulle tracce del Passatore è anche il Monco, l'ex bandito cui ha fatto tagliare la mano, che ora è passato dall'altra parte. In un attimo Barbara vede Stefano, ma non riesce ad ucciderlo e i due fanno la pace. Ma Barbara viene colpita per sbaglio dal Monco, il quale viene subito freddato dal Passatore.
Barbara muore tra le braccia di Stefano.
Per Stefano non c'è più alcuna ragione per continuare a vivere: il brigante va da Peppino e gli chiede di mantenere la sua promessa. Il giorno dopo il suo corpo viene portato su un carretto attraverso tutti i paesi della Romagna.

## Distribuzione
Il film venne distribuito nelle sale cinematografiche italiane il 22 ottobre del 1947.

## Riferimenti storici
Stefano Pelloni è veramente vissuto. Fu uno dei più pericolosi briganti della Romagna negli anni attorno al 1850.
La rapina al teatro di Forlimpopoli è veramente accaduta, il 25 gennaio 1851. Il bottino fu di 7000 scudi (nel film sono arrotondati a 10 000), pari a circa 350 000 euro.
Quando il Passatore sale sul palco e legge un elenco di persone facoltose che devono consegnare i loro gioielli, nomina per primo Raffaele Briganti. Non è un personaggio di fantasia: il conte Raffaele Briganti era all'epoca presidente della Commissione comunale e delegato di polizia a Forlimpopoli.
La notte di Natale il Passatore torna a casa per salutare la madre e i fratelli. Le cronache riferiscono che la notte di Natale del 1850 il Passatore e alcuni della sua banda chiesero con le minacce di essere ospitati in casa della famiglia Innocentoni, una famiglia di contadini.
Nel film si racconta che il corpo del Passatore fu portato di villaggio in villaggio; le cronache confermano che "lo portarono in giro per la Romagna in un carretto sopra una stuoia perché la popolazione lo vedesse".

## Incassi
Incasso nelle sale accertato a tutto il 31 dicembre 1952: 146.250.000 lire dell'epoca.